# Friedrich Knollenberg
Friedrich Knollenberg (* 6. Oktober 1878 in Neuenkirchen; † 30. Dezember 1950 ebenda) war ein deutscher Politiker.
Der Landwirt gehörte als Abgeordneter der CDU von der ersten Sitzung am 30. Januar 1946 bis zur letzten am 6. November 1946 dem Ernannten Landtag von Oldenburg an.